# Застава Еквадора
Застава Еквадора је усвојена 26. септембра 1860. године. Састоји се од три хоризонталне траке жуте, плаве и црвене боје. На државној застави се, за разлику од цивилне налази и грб Еквадора. 
Иако дизајнер заставе каже да је био инспирисан Гетеом и симболиком боја у његовим делима ове боје имају снажно национално значење за Еквадорце. По њима жута је симбол пољопривреде и богаства, плава океана и неба а црвена оних који су дали своје животе за слободу. 